# Tout le monde dit I love you
 (mai 2024).
La mise en forme du texte ne suit pas les recommandations de Wikipédia : il faut le « wikifier ».
Les points d'amélioration suivants sont les cas les plus fréquents. Le détail des points à revoir est peut-être précisé sur la page de discussion.
- Les titres sont pré-formatés par le logiciel. Ils ne sont ni en capitales, ni en gras.
- Le texte ne doit pas être écrit en capitales (les noms de famille non plus), ni en gras, ni en italique, ni en « petit »…
- Le gras n'est utilisé que pour surligner le titre de l'article dans l'introduction, une seule fois.
- L'italique est rarement utilisé : mots en langue étrangère, titres d'œuvres, noms de bateaux, etc.
- Les citations ne sont pas en italique mais en corps de texte normal. Elles sont entourées par des guillemets français : « et ».
- Les listes à puces sont à éviter, des paragraphes rédigés étant largement préférés. Les tableaux sont à réserver à la présentation de données structurées (résultats, etc.).
- Les appels de note de bas de page (petits chiffres en exposant, introduits par l'outil «  Source ») sont à placer entre la fin de phrase et le point final[comme ça].
- Les liens internes (vers d'autres articles de Wikipédia) sont à choisir avec parcimonie. Créez des liens vers des articles approfondissant le sujet. Les termes génériques sans rapport avec le sujet sont à éviter, ainsi que les répétitions de liens vers un même terme.
- Les liens externes sont à placer uniquement dans une section « Liens externes », à la fin de l'article. Ces liens sont à choisir avec parcimonie suivant les règles définies. Si un lien sert de source à l'article, son insertion dans le texte est à faire par les notes de bas de page.
- La présentation des références doit suivre les conventions bibliographiques. Il est recommandé d'utiliser les modèles {{Ouvrage}}, {{Chapitre}}, {{Article}}, {{Lien web}} et/ou {{Bibliographie}}. Le mode d'édition visuel peut mettre en forme automatiquement les références.
- Insérer une infobox (cadre d'informations à droite) n'est pas obligatoire pour parachever la mise en page.

Pour une aide détaillée, merci de consulter Aide:Wikification.
Si vous pensez que ces points ont été résolus, vous pouvez retirer ce bandeau et améliorer la mise en forme d'un autre article.
 (septembre 2022).
Pour plus de détails, voir Fiche technique et Distribution.
Tout le monde dit I love you (titre original : Everyone Says I Love You) est un film musical américain de Woody Allen sorti en 1996.

## Synopsis
Les péripéties amoureuses d'une famille new-yorkaise de Park Avenue sont dans ce film racontées par la jeune Djuna, dite « DJ » (Natasha Lyonne), sur fond de standards américains.
Holden aime Skylar, mais celle-ci aspire à plus d'aventure et tombe dans les bras de Charles Ferry, un dangereux repris de justice secouru par Steffi Danridge, la mère de Djuna. De son côté, Joe Berlin, l'ancien partenaire de Steffi, va d'histoire en histoire sans jamais retrouver l'âme sœur. Par l'entremise de sa fille DJ, Joe va faire la connaissance de Von à Venise et la séduire par des moyens peu conventionnels.

## Fiche technique
- Titre : Tout le monde dit I love you
- Titre original : Everyone Says I Love You
- Réalisateur : Woody Allen
- Scénariste : Woody Allen
- Producteur : Robert Greenhut (en)
- Musique : Dick Hyman
- Image : Carlo Di Palma
- Montage : Susan E. Morse
- Durée : 97 minutes
- Budget : 20 000 000 $
- Pays de production :  États-Unis
- Langue originale : anglais
- Dates de sortie :
  - États-Unis : 6 décembre 1996 (Los Angeles, New York) ; 3 janvier 1997 (sortie nationale)
  - France : 12 février 1997
  - Belgique : 12 mars 1997

## Distribution
- Edward Norton (VF : Damien Boisseau) : Holden Spence
- Drew Barrymore (VF : Julie Dumas) : Skylar Dandridge, fille de Bob
- Natasha Lyonne (VF : Sylvie Jacob) : Djuna « DJ » Berlin, fille de Joe et Steffi
- Alan Alda (VF : Michel Le Royer) : Bob Dandridge
- Gaby Hoffmann (VF : Sauvane Delanoë) : Lane Dandridge, fille de Bob
- Natalie Portman (VF : Aurélia Dausse) : Laura Dandridge, fille de Bob
- Lukas Haas (VF : Paolo Domingo) : Scott Dandridge, fils de Bob
- Goldie Hawn (VF : Monique Thierry) : Steffi Dandridge, la femme de Bob et ex-femme de Joe
- John Griffin (VF : Christophe Lemoine) : Jeffrey Vandeost
- Julia Roberts (VF : Céline Monsarrat) : Von Sidell
- Patrick Cranshaw (VF : René Bériard) : Grandpa
- Isiah Whitlock (VF : Thierry Desroses) : le flic
- Woody Allen (VF : Jean-Luc Kayser) : Joe Berlin, ex-mari de Steffi
- Edward Hibbert (VF : Bernard Alane) : le joaillier
- Frederick Rolf (VF : Bernard Woringer) : le serveur
- Timothy Jerome (VF : Jean-Claude Sachot) : le Dr aux rayons X
- Daisy Prince (VF : Josiane Pinson) : une infirmière
- Robert Knepper (VF : Emmanuel Jacomy) : Greg
- Billy Crudup (VF : Jérôme Berthoud) : Ken
- Tim Roth (VF : Michel Mella) : Charles Ferry
- David Ogden Stiers : Arnold Spence

## Autour du film
- Liv Tyler a tourné des scènes du film, mais Woody Allen, pour une raison de durée du film, a dû couper les scènes où figure l'actrice. De même pour Tracey Ullman.
- Le titre du film fait référence à une chanson interprétée par les Marx Brothers dans le film Plumes de cheval. Woody Allen rend un autre hommage à son idole Groucho Marx dans la scène où apparaissent des dizaines de sosies du célèbre comique moustachu[1].
- Woody Allen a attendu que ses acteurs signent le contrat avant de leur dévoiler qu'ils allaient devoir chanter.
- La chanson Chiquita Banana chanté par les enfants le soir d'Halloween est la reprise d'un spot publicitaire de 1947[2].
- Woody Allen se nomme dans le film Joe Berlin, hommage à Irving Berlin, compositeur de nombreuses comédies musicales américaines dont Annie Get Your Gun.

## Bande originale
- Just you Juste me (par Raymond Klages, Jesse Greer, Performed by Edward Norton, Olivia Hayman, Vivian Cherry, Diva Gray, Arlene martell, Helen Miles, Paul Evans, Dick Hyman and the New York Studio Players, Itzhak perlman, Violin, Navah Perlman, Piano, Jon Gordon, Alto Sax)
- Everyone Says I Love You (par Bert Kalmar, Harry Ruby, Performed by The Helen Miles Singers, Dick Hyman and the New York Studio Players)
- My Baby Just Cares For Me (par Walter Donaldson, Gus Kahn, Performed by Edward Norton, Natasha Lyonne, Edward Hibbert, The Helen Miles Singers, Dick Hyman and the New York Studio Players)
- I'm A Dreamer, Aren't We All (by Ray Henderson, Lew Brown, BG DeSylva, Performed by Olivia Hayman, Dick Hyman and the New York Studio Players)
- Makin'Whoopee (by Walter Donaldson, Gus Kahn, Performed by Timothy Jerome, Daisy Prince, Linda Maurel-Sithole, Arlene Martell, Helen Miles, The Helen Miles Singers, Dick Hyman and the New York Studio Players)
- I'm Thru With Love (by Gus Kahn, Matty Malneck, Fud Livingston, Performed by Woody Allen, Natalie Portman, Alan Alda, Edward Norton, Goldie Hawn, Dick Hyman and the New York Studio Players, John Frosk, Trumpet)
- Just Say I Love Her "Dicitencello Vuie" (by Martin Kalmanoff, Sam Ward, jack Val, Jimmy Dale, Rodolfo Falvo, performed by Dick Hyman and the New York Studio Players, Dominic Cortese, Accordion)
- Venetian scenes (by Dick Hyman, performed by the Dick Hyman Combo, Dominic Cortese, Accordion)
- Recurrence (by Dick Hyman, performed by Dick Hyman and the New York Studio Players)
- All my Life (by Sam H Stept, Sidney Mitchell, performed by Julia Roberts, Dick Hyman and the New York Studio Players, Joe Wilder, trumpet, Derek Smith, piano)
- Cuddle Up A Little Closer (by Karl Hoschna, Otto Harbach, Hindi translation by Sanjeev Ramabhadran, Ravi ratnam, performed by Billy Crudup, Sanjeev Ramabhadran, Dick Hyman and the New York Studio Players)
- Looking at you (by Cole Porter, performed by Alan Alda, Dick Hyman and the New York Studio Players, Dick Hyman, piano)
- If I Had You (by Ted Shapiro, Jimmy Campbell, Reg Connelly, performed by Tim Roth, Dick Hyman and the New York Studio Players, Dick Hyman, piano)
- Enjoy Yourself, It's Later Than You Think (by Herb Magidson, carl Sigman, performed by Patrick Cranshaw, The Helen Miles Singers, Dick Hyman and the New York Studio Players)
- Satan Takes A Holiday (by larry Clinton, performed by Dick Hyman and the New York Studio Players)
- No lover No friend, That's The End (by Dick Hyman, Robert Walker, Devalle Hayes, Lorris Holland, performed by Robert Walker, Devalle Hayes, Lorris Holland)
- I can't Believe That You're In Love With Me (by Clarence Gaskill, Jimmy McHugh, performed by Tim Roth, Olivia Hyman, Dick Hyman and the New York Studio Players)
- What A Little Moonlight Can Do (by harry Woods, performed by Tommy John, the Dick Hyman Combo)
- Chinatown My chinatown (by William Jerome, Jean Schwartz, performed by Richard Cummings, Lindsy Canuel, Kristen Pettet, the Dick Hyman Combo)
- Cocktails For Two (by sam Coslow, Arthur Johnston, performed by Patrick Lavery, the Dick Hyman Combo)
- Chiquita Banana by Leonard McKenzie, Garth Montgomery, William Wirges, performed by Christy Romano, Johnathan Giordano, Gabriel Millman, the Dick Hyman Combo)
- Mimi (by Richard Rodgers, lorenz hart, performed by Dick Hyman and the New York Studio Players)
- Louise (by Leo Robbin, Richard Whiting, performed by Dick Hyman and the New York Studio Players)
- You Brought A New Kind Of Love To Me (by Irving Kahal, Sammy Fain, Pierre Norman, performed by Dick Hyman and the New York Studio Players)
- Hooray For Captain Spaulding (by Bert Kalmar, Harry Ruby, French translation by Philippe Videcoq, performed by The Helen Miles Singers, performed by Dick Hyman and the New York Studio Players)